# Lîtvînovîci, Kroleveț
Lîtvînovîci (în ucraineană Литвиновичі) este localitatea de reședință a comunei Lîtvînovîci din raionul Kroleveț, regiunea Sumî, Ucraina.

## Demografie
Componența lingvistică a localității Lîtvînovîci
     Ucraineană (94,94%)
     Rusă (4,91%)
     Alte limbi (0,15%)
Conform recensământului din 2001, majoritatea populației localității Lîtvînovîci era vorbitoare de ucraineană (94,94%), existând în minoritate și vorbitori de rusă (4,91%).